# Bahnhof Keisei-Ueno
Der Bahnhof Keisei-Ueno (jap. 京成上野駅, Keisei-Ueno-eki) ist ein Bahnhof in der japanischen Hauptstadt Tokio. Er wird von der Bahngesellschaft Keisei Dentetsu betrieben und steht im Südwesten des Bezirks Taitō. Der Tunnelbahnhof befindet sich in unmittelbarer Nachbarschaft zum Bahnhof Ueno von JR East.

## Verbindungen
Keisei-Ueno ist ein Kopfbahnhof am westlichen Ende der Keisei-Hauptlinie, die von der Bahngesellschaft Keisei Dentetsu betrieben wird. Tagsüber verkehren zwölf Züge stündlich, während der Hauptverkehrszeit bis zu 16 Züge. Neben Nahverkehrszügen werden mehrere Arten von Schnellzügen angeboten. Von herausragender Bedeutung sind die Skyliner, die alle 20 Minuten und mit nur zwei Zwischenhalten das Stadtzentrum mit dem Flughafen Tokio-Narita verbinden. Häufigere Zwischenhalte legen die Limited Express, die Eveningliner und die City Liner ein. Neben Nippori ist Keisei-Ueno einer von zwei Tokioter Endbahnhöfen der Keisei-Züge. Allerdings ist das Fahrgastaufkommen in Nippori bedeutend höher, da dort das Umsteigen auf JR-East-Linien wie die Yamanote-Linie oder die Keihin-Tōhoku-Linie wesentlich einfacher ist.
Der Bahnhof Ueno von JR East steht etwa 200 Meter nordöstlich, auch kann dort auf die Ginza-Linie und die Hibiya-Linie der U-Bahn umgestiegen werden. Vor dem Haupteingang des Bahnhofs Keisei-Ueno befindet sich eine Bushaltestelle, die von einer Quartierbuslinie des Bezirks Taitō und von vier Nachtbuslinien verschiedener Anbieter bedient wird. Weitere Buslinien fahren vom Bahnhof Ueno ab.

## Anlage
Der Bahnhof steht in dem zum Bezirk Taitō gehörenden Stadtteil Ueno, an der südöstlichen Ecke des Ueno-Parks. Zu den Sehenswürdigkeiten in der Nähe gehören neben der weitläufigen Parkanlage selbst der Ueno-Zoo, das Nationalmuseum Tokio, das Nationalmuseum der Naturwissenschaften, das Nationalmuseum für westliche Kunst, das Kunstmuseum der Präfektur Tokio, das Shitamachi-Museum, die Internationale Bibliothek für Kinderliteratur, das Tōkyō Geijutsu Daigaku, die Sogakudo-Konzerthalle und das Tōkyō Bunka Kaikan. Hinzu kommen verschiedene Tempel und Schreine wie der Kan’ei-ji und der Ueno Tōshō-gū.
Die Anlage ist ein von Norden nach Süden ausgerichteter Tunnelbahnhof mit zwei unterirdischen Ebenen. Die Verteilerebene im ersten Untergeschoss enthält Fahrkartenautomaten, Bahnsteigsperren und mehrere Läden. Da viele ausländische Besucher den Skyliner vom und zum Flughafen benutzen, steht ihnen ein Touristeninformationszentrum zur Verfügung. Außerdem sind mehrere Bahnsteigsperren breiter als üblich, um Reisenden mit großen Koffern den Durchgang zu erleichtern. Die Hallenwände sind mit Holz und Stein verkleidet, es gibt sechs Ein- und Ausgänge. Auf der unteren Ebene befinden sich vier stumpf endende Gleise an zwei breiten Mittelbahnsteigen.
Im Fiskaljahr 2019 nutzten durchschnittlich 50.235 Fahrgäste täglich den Bahnhof.

## Gleise
| Gleis | Route                 | Zugtyp          | Ziel                                                                       | Anmerkung                |
| ----- | --------------------- | --------------- | -------------------------------------------------------------------------- | ------------------------ |
| 1–4   | Narita-Flughafenlinie | Skyliner        | Flughafen Narita                                                           |                          |
| 1–4   | Narita-Flughafenlinie | Limited Express | Aoto • Keisei Takasago • Hokusō-Linie • Flughafen Narita                   | erst ab 17:00 Uhr        |
| 1–4   | Keisei-Hauptlinie     | City Liner      | Aoto • Keisei Funabashi • Keisei Narita                                    | seit 2015 nur sporadisch |
| 1–4   | Keisei-Hauptlinie     | Evening Liner   | Aoto • Keisei Funabashi • Keisei Sakura • Keisei Narita • Flughafen Narita |                          |
| 1–4   | Keisei-Hauptlinie     | Lokalzug        | Aoto • Keisei Funabashi • Keisei Narita • Flughafen Narita • Keisei Chiba  |                          |

## Bilder

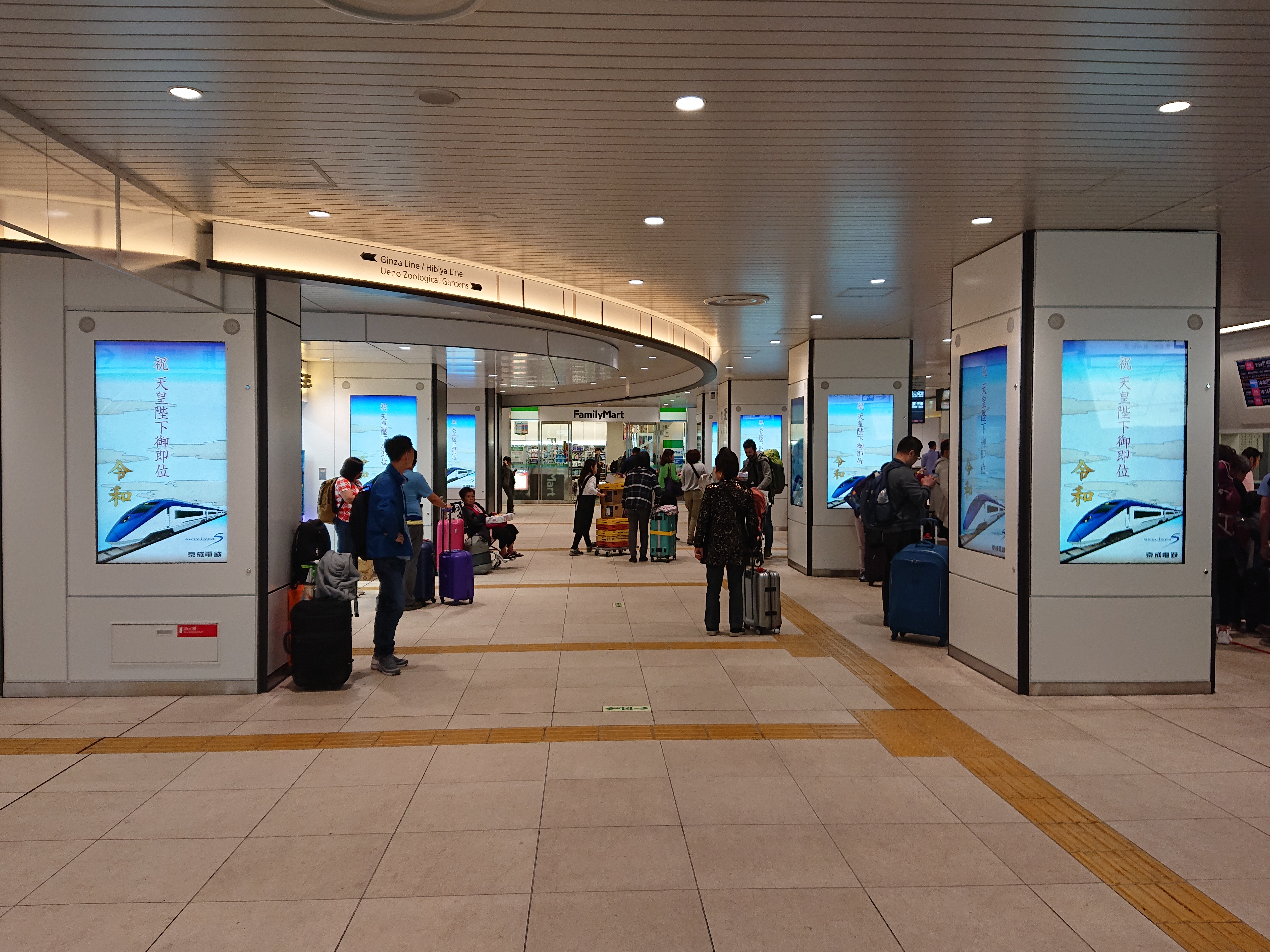
Verteilerebene
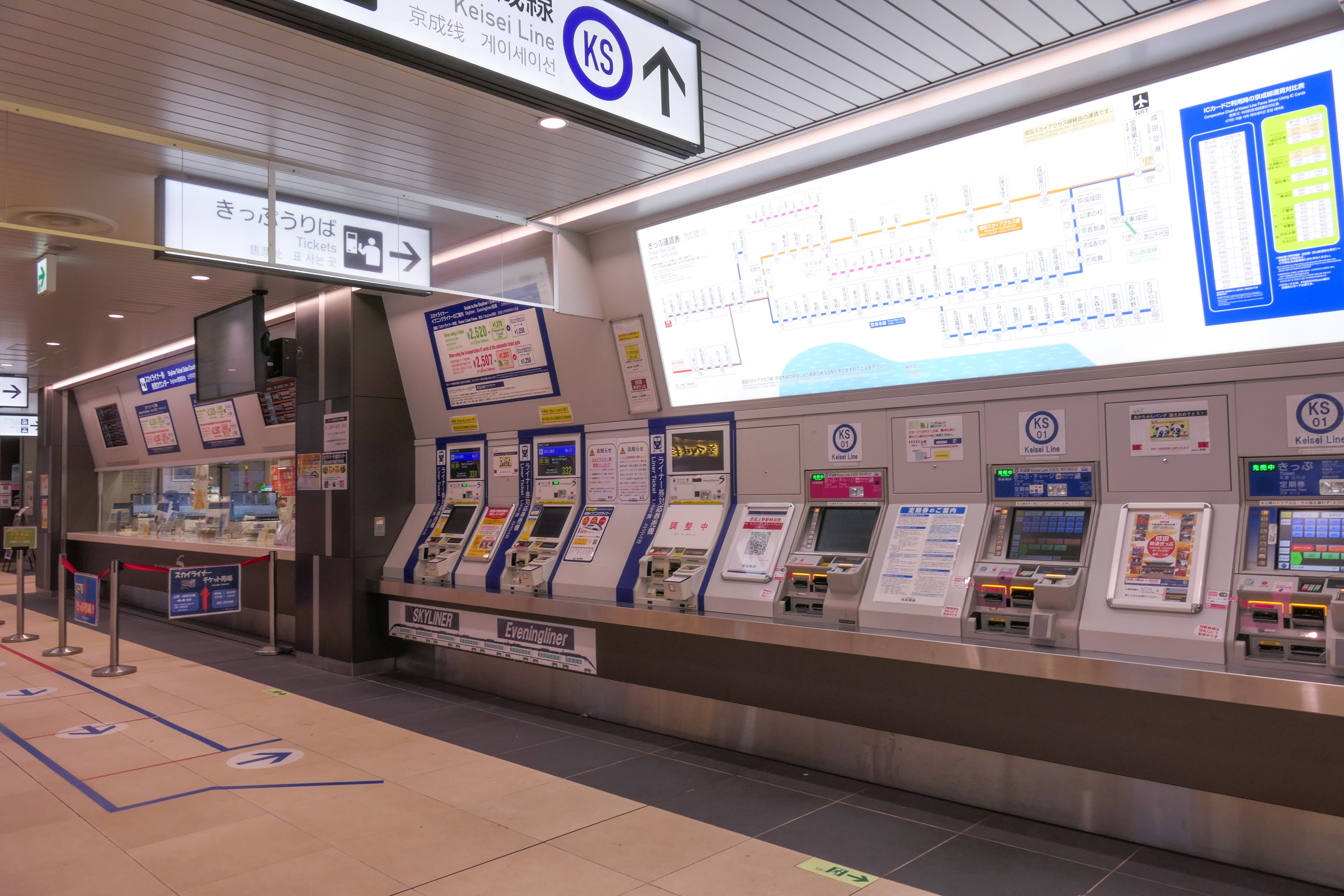
Fahrkartenautomaten
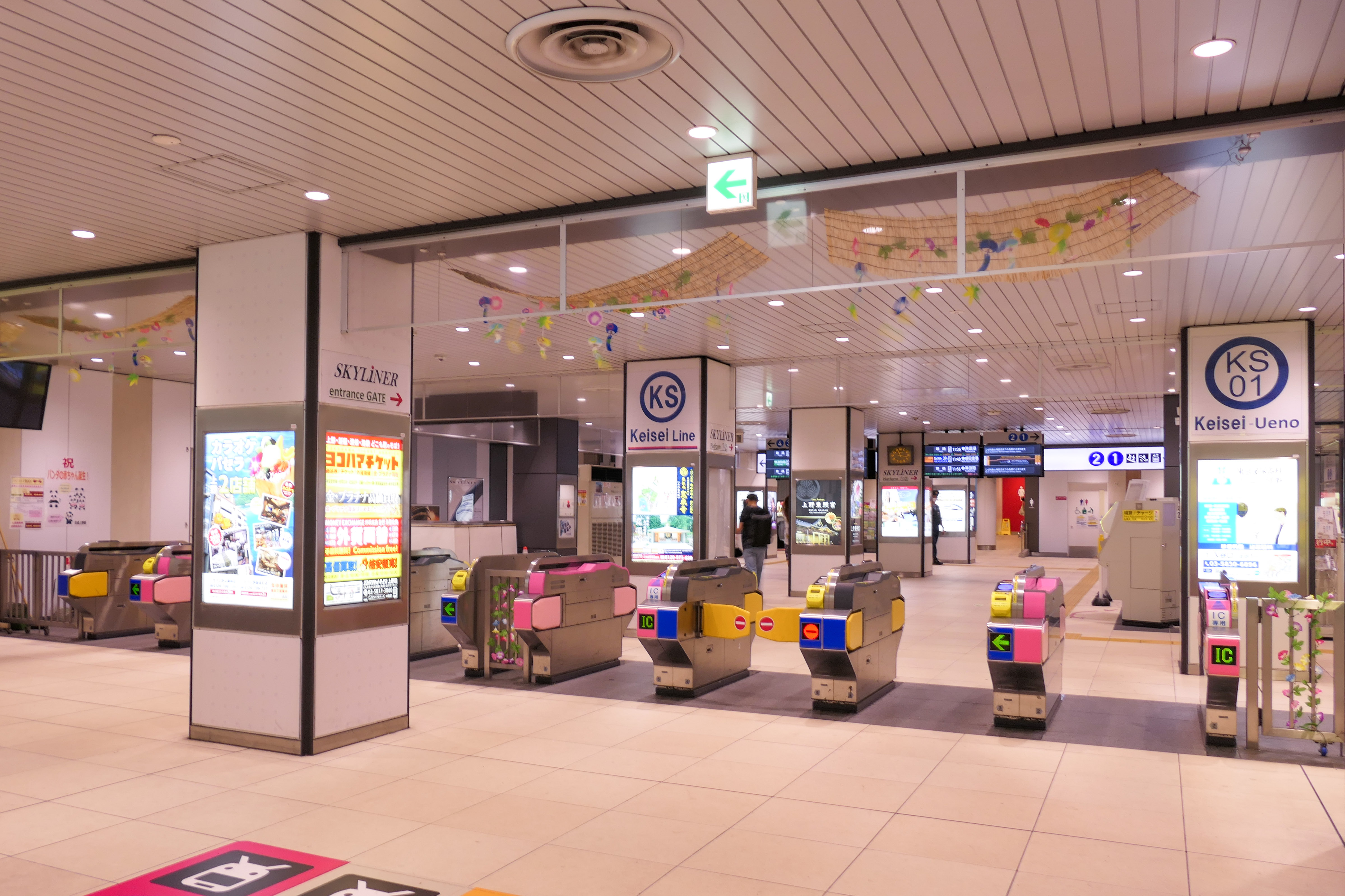
Bahnsteigsperren
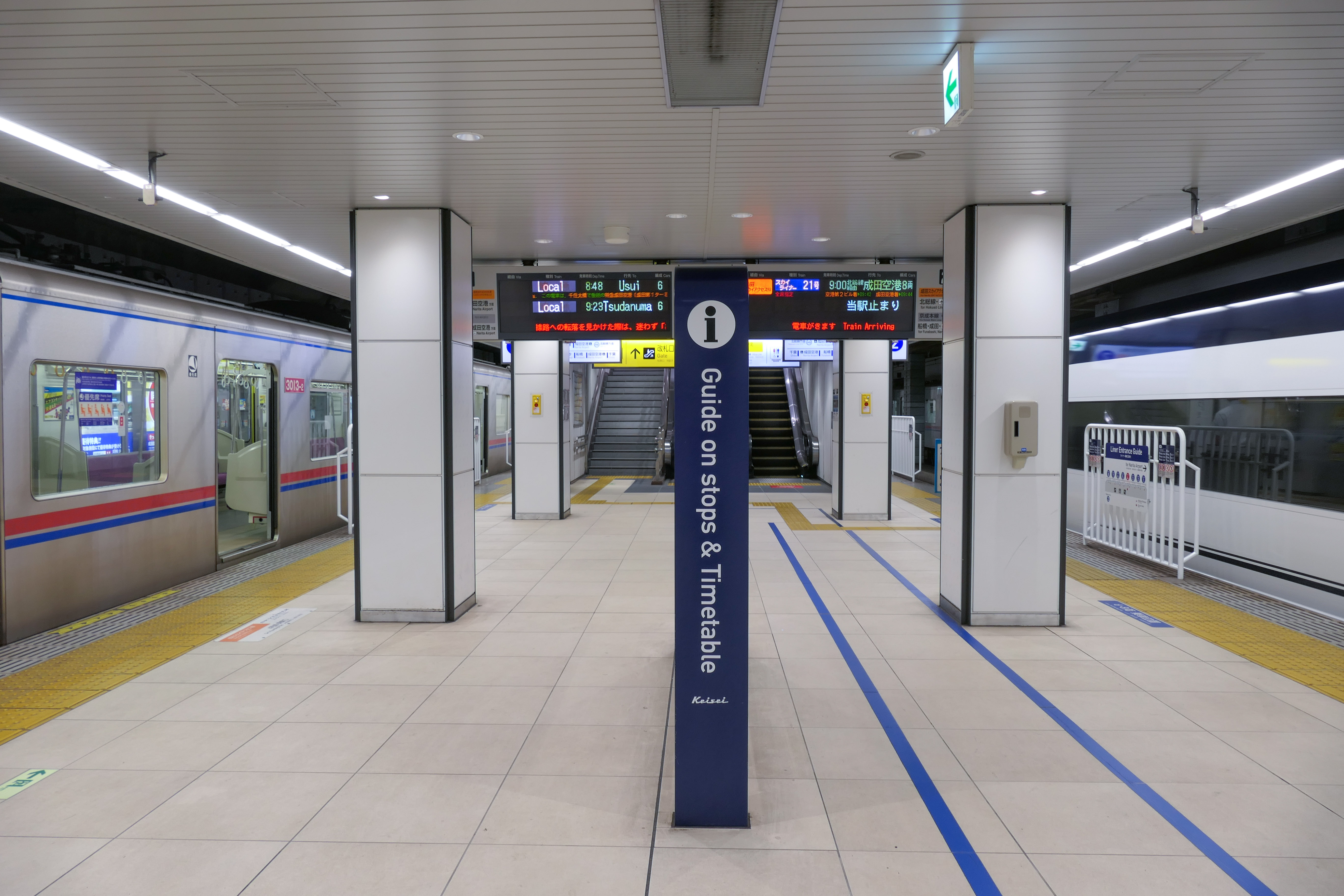
Bahnsteig 1/2
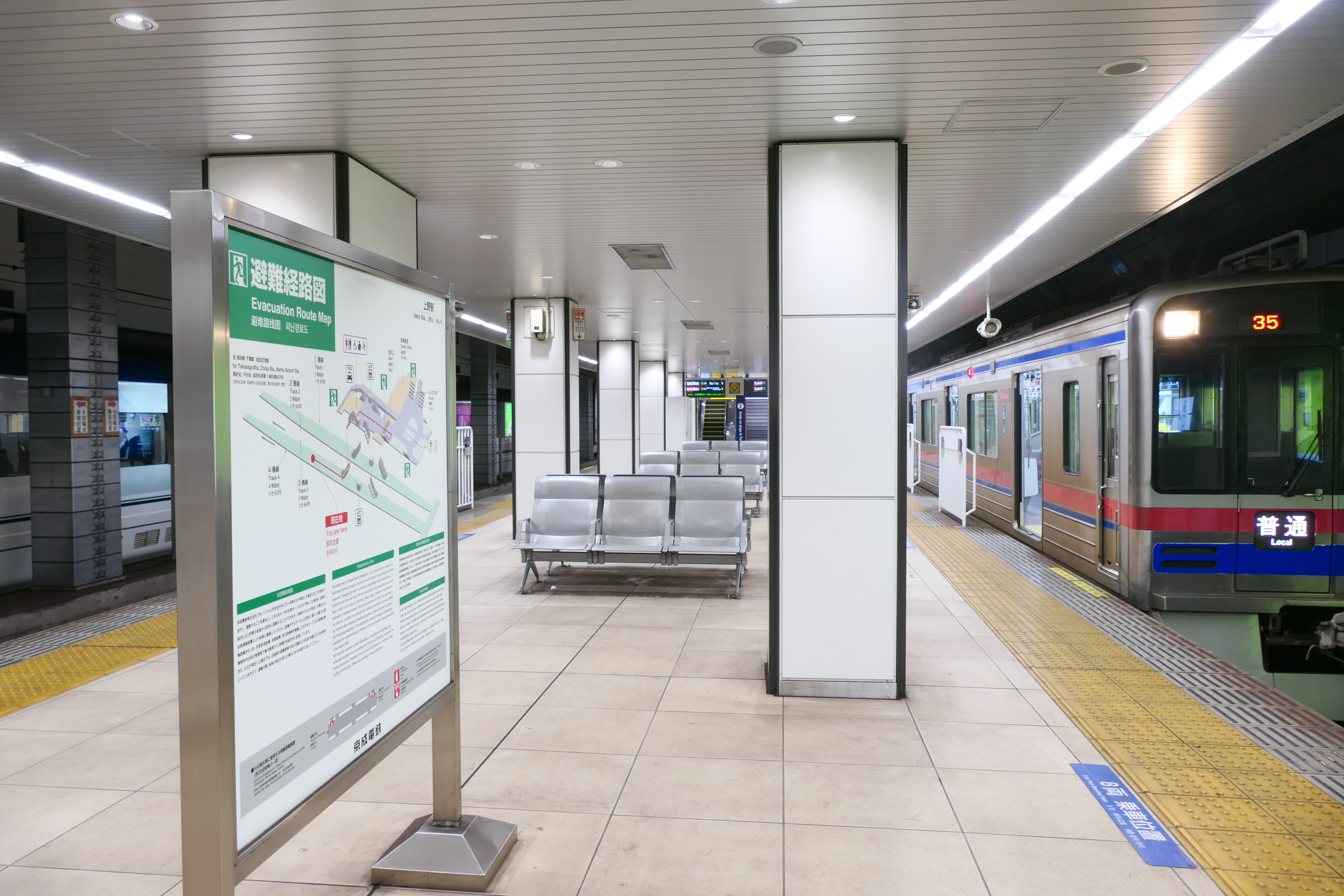
Bahnsteig 3/4

## Geschichte
Als die Bahngesellschaft Keisei Dentetsu im Jahr 1912 den ersten Abschnitt ihrer Hauptlinie eröffnete, war der weit außerhalb des Stadtzentrums gelegene Bahnhof Oshiage deren Tokioter Endstation. Die Tsukuba Dōsokudo Denki Tetsudō erwarb im Februar 1929 eine Lizenz, um eine Abkürzungsstrecke zwischen Aoto und Nippori sowie eine daran anschließende Tunnelstrecke bis in die Nähe des Bahnhofs Ueno zu bauen. Eine der strengen Auflagen für den Bau des Tunnels unter dem Ueno-Park war, dass „die Bäume im Park, insbesondere die Wurzeln der Kirschbäume, nicht beschädigt werden dürfen“. Gebäude wie der Kan’ei-ji-Tempel durften ebenfalls nicht beeinträchtigt werden. Besonderes Augenmerk legte man auf den Landschaftsschutz im Park, als in den folgenden Jahren umfangreiche Verbesserungsarbeiten durchgeführt wurden.
Im Oktober 1930 ging die Tsukuba Dōsokudo Denki Tetsudō in der Keisei Dentetsu auf, welche die Lizenz übernahm und im Dezember 1931 die Strecke Aoto–Nippori eröffnete. Der Tunnel nach Ueno ging zwei Jahre später am 10. Dezember 1933 in Betrieb, wobei die Endstation der Keisei-Hauptlinie zunächst den Namen Ueno-kōen (上野公園) trug. Der unterirdische Kopfbahnhof besaß vier Gleise an zwei Bahnsteigen, die jeweils Züge mit vier Wagen aufnehmen konnten. Am 10. Juni 1945 ordnete das Verkehrsministerium die Enteignung des Tunnels an, um darin während der Endphase des Pazifikkriegs Fahrzeuge der staatlichen Eisenbahn abzustellen und so vor den amerikanischen Luftangriffen in Sicherheit zu bringen. Hastig entworfene Pläne zur Umwandlung des Bahnhofs in eine Munitionsfabrik zerschlugen sich und einen Monat nach der Kapitulation Japans wurde der Bahnbetrieb im Tunnel am 1. Oktober 1945 wiederaufgenommen.
Am 1. Mai 1953 erhielt der Bahnhof seinen heutigen Namen. 1967 verlängerte man einen der Bahnsteige, so dass er nun Züge mit sechs Wagen aufnehmen konnte. Vom 16. Juni bis 16. Dezember 1972 war der Bahnhof geschlossen, um im Tunnel umfangreiche Sanierungs- und Modernisierungsarbeiten durchführen zu können; während dieser Zeit wendeten alle Züge in Nippori. Weitere Arbeiten folgten und ab 21. Dezember 1975 boten beide Bahnsteige Platz für Zehn-Wagen-Züge. Mit der Eröffnung eines unterirdischen Parkhauses im Jahr 1976 war der Ausbau abgeschlossen. Im Oktober 2017 installierte man Bahnsteigtüren, um die Sicherheit der Fahrgäste zu erhöhen.
Zwischen Keisei-Ueno und Nippori gab es früher unter dem Ueno-Park die Tunnelbahnhöfe Hakubutsukan-Dōbutsuen und Kan’eijisaka. Diese wurden 1997 bzw. 1953 geschlossen.